# Rachecourt-sur-Marne
Rachecourt-sur-Marne is een gemeente in het Franse departement Haute-Marne (regio Grand Est) en telt 760 inwoners (1999). De plaats maakt deel uit van het arrondissement Saint-Dizier.

## Geografie
De oppervlakte van Rachecourt-sur-Marne bedraagt 5,7 km², de bevolkingsdichtheid is 133,3 inwoners per km².
De onderstaande kaart toont de ligging van Rachecourt-sur-Marne met de belangrijkste infrastructuur en aangrenzende gemeenten.

## Demografie
Onderstaande figuur toont het verloop van het inwonertal (bron: INSEE-tellingen).